# Aceituna de Gemlik
La aceituna u oliva de Gemlik, también conocida como Tirilye, es una variedad agrícola originaria de la zona de Gemlik, en el noroeste de Turquía, y es considerada una de las variedades más comunes del país. La aceituna Gemlik es negra, de tamaño pequeño a mediano y con un alto contenido de aceite. Se comercializa como aceituna de mesa, ya curada, o bien se prensa para hacer aceite de oliva. 

## Sinónimos
Gemlek, Kaplek, Kivirak, Kaplik, Kara, Kivircik, Samsun Tuzlamalik, Tirilya, Tirilye, Trilia, Trilye y Trylia.

## Producción
La aceituna de Gemlik es una variedad de alto rendimiento (29.9%), eso ha hecho que sea la más extendida en la Región del Mármara. Se estima que el 75-80% de los olivares de la región son esta variedad (Gemlik, Erdek, Mudanya, Edincik, Tirilye), Edincik Su (Bursa, Yalova, Kocaeli), Beyaz Yağlık, Eşek Zeytini, Şam ve Siyah Salamuralık.
El clima mediterráneo de la zona del mar de Mármara se considera ideal para el cultivo oleícola. La región turca occidental es tan prolífica en aceitunas, que es llamada «jardín de olivos» (Zeytinbağı). Esta área abastece de aceitunas y aceite de oliva a Turquía y a gran parte de Europa oriental. Las aceituna Gemlik se cultivan y curan en la zona de Gemlik. Todas las aceitunas Gemlik se recogen a mano entre noviembre y febrero, dependiendo de la cosecha. Un árbol de aceituna Gemlik puede producir hasta cuarenta kilogramos de aceitunas en un buen año.
Los pequeños agricultores familiares de la zona han estado cultivando, recogiendo y curando aceitunas Gemlik durante siglos. En particular, aldeas como Karacaali, Umurbey o Kumla tienen una historia de producir aceitunas Gemlik curadas de alta calidad.

## Métodos de curado
Debido al alto contenido de aceite de la aceituna, es muy versátil en cuanto a los métodos de curado. El curado tradicional de estas aceitunas favorece que la pulpa se desprenda fácilmente del hueso. Los diferentes curados son los siguientes:
- Yagli Sele – curado en aceite (giradas en tambores con un poco de sal, lo que agita la aceituna y hace que exude aceite). Luego se almacenan en seco. Es difícil de mantener ya que los contenedores deben girarse regularmente. Esta es una aceituna rica, con un sabor bajo en sal.

- Duble – aceituna curada puramente en salmuera. El método tradicional de curado consiste en poner las aceitunas en cubas de 2 metros (6,6 pies) con pesos en la parte superior y la salmuera circulando. Los pesos ablandan las aceitunas. Luego se almacenan en salmuera. El método más comercial es usar cubas de presión, pero esto no produce una textura de aceituna tan agradable. Es una aceituna firme y salada.

- Salamura – esta es una aceituna parcialmente curada en aceite y luego almacenada en salmuera.

- Kuru Sele – se seca en una canasta de sal de roca, que extrae toda el agua de la aceituna. Cuanto más tiempo se deje la aceituna en la sal, más firme se vuelve. La aceituna puede perder hasta la mitad de su peso original durante el curado, lo que le da un efecto arrugado. Esta es una aceituna almacenada en seco y es la menos salada. Una aceituna Gemlik curada en seco es una aceituna premium que tiene un precio elevado. Se ordena principalmente antes de la recolección y está reservada para establecimientos de alta categoría en Estambul.

- Cross Kuru Sele/Yagli Sele – esta es una aceituna parcialmente curada en seco, luego sometida al proceso Yagli Sele, que deja una aceituna arrugada y ligeramente amarga. También se almacenan en seco. Estas solo se curan para uso personal por parte de los productores.